# Choranthias tenuis
Choranthias tenuis (Nichols, 1920), unica specie del genere Choranthias, è un pesce osseo marino appartenente alla famiglia Serranidae e alla sottofamiglia Anthiinae.

## Distribuzione
Proviene dall'oceano Atlantico, dove è diffuso sui fondali rocciosi, in genere tra 55 e 150 m di profondità; è presente dalla Carolina del Nord alla Guyana.

## Descrizione
Presenta un corpo allungato, compresso sui lati, che non supera i 9 cm. Le pinne pettorali e ventrali sono pallide, gli occhi sono gialli. Il corpo è rosa-arancione chiaro, la colorazione sfuma al giallastro sulla testa.

## Biologia

### Comportamento
Vive in banchi.

### Alimentazione
Si nutre di plancton.

## Conservazione
Questa specie è classificata come "a rischio minimo" (LC) dalla lista rossa IUCN perché è comune nel suo areale e non è minacciata da particolari pericoli.